# Porangatu (microregio)
Porangatu is een van de 18 microregio's van de Braziliaanse deelstaat Goiás. Zij ligt in de mesoregio Norte Goiano en grenst aan de deelstaat Tocantins in het noorden, de mesoregio's Noroeste Goiano in het noordwesten en westen, Centro Goiano in het zuidwesten en Leste Goiano in het zuidoosten en de microregio Chapada dos Veadeiros in het oosten. De microregio heeft een oppervlakte van ca. 35.172 km². Midden 2004 werd het inwoneraantal geschat op 219.354.
Negentien gemeenten behoren tot deze microregio:
| - Alto Horizonte - Amaralina - Bonópolis - Campinorte - Campos Verdes - Campinaçu - Estrela do Norte - Formoso - Mara Rosa - Minaçu | - Montividiu do Norte - Mutunópolis - Niquelândia - Nova Iguaçu de Goiás - Porangatu - Santa Tereza de Goiás - Santa Terezinha de Goiás - Trombas - Uruaçu |

Mesoregio's: Centro Goiano · Leste Goiano · Noroeste Goiano · Norte Goiano · Sul Goiano

Microregio's: Anápolis · Anicuns · Aragarças · Catalão · Ceres · Chapada dos Veadeiros · Entorno de Brasília · Goiânia · Iporá · Meia Ponte · Pires do Rio · Porangatu · Quirinópolis · Rio Vermelho · São Miguel do Araguaia · Sudoeste de Goiás · Vale do Rio dos Bois · Vão do Paranã